# Czebarkul
Czebarkul (ros. Чебаркуль) – miasto o znaczeniu obwodowym w Rosji, w obwodzie czelabińskim, u podnóży Gór Ilmeńskich (Ural Południowy), na wschodnim brzegu jeziora Czebarkul, siedziba administracyjna rejonu czebarkulskiego. W 2010 roku liczyło ok. 43 tys. mieszkańców. Ośrodek przemysłu urządzeń dźwigowych i transportowych oraz metalurgicznego. W pobliżu miasta znajduje się kurort klimatyczny Kisieczag.

## Historia
W 1736 roku na miejscu baszkirskiej osady nad brzegiem jeziora Czebarkul Rosjanie zbudowali twierdzę, a w 1745 roku wznieśli także cerkiew pw. Przemienienia Pańskiego. Twierdza czebarkulska odgrywała ważną rolę w obronie granic Imperium Rosyjskiego. W 1774 roku, w czasie powstania Pugaczowa została podpalona; ucierpiała wówczas m.in. cerkiew, którą odbudowano dwa lata później, w 1776 roku. W kolejnych latach Czebarkul funkcjonował jako stanica kozacka. W 1828 roku otwarto pierwszą szkołę w miejscowości, a w 1892 roku poprowadzono przez Czebarkul linię Kolei Samarsko-Złatoustowskiej. W czasie wojny domowej w latach 1917–1922 miały tu miejsce zacięte walki pomiędzy zwolennikami „białych” i bolszewików. W latach 20. i 30. XX wieku rozpoczęto proces uprzemysłowienia miejscowości. W 1941 roku ewakuowano do Czebarkulu zakłady metalurgiczne z Elektrostali, a w 1944 roku uruchomiono zakłady produkcji urządzeń dźwigowo-transportowych. W 1951 roku miejscowość otrzymała prawa miejskie. W latach 1960–1990 powstały w mieście kolejne zakłady przemysłowe, m.in. fabryka odzieży i zakład konstrukcji stalowych.
Nazwa miasta pochodzi od jeziora Czebarkul, które prawdopodobnie wzięło swą nazwę od baszkirskich wyrazów sybar (сыбар – kolorowy, pstrokaty) lub sibär (сибәр – piękny) i kül (күл – jezioro), bądź też od ich tatarskich odpowiedników: çuar (чуар – kolorowy, pstrokaty) lub çibär (чибәр – piękny, dobry) oraz kül (күл – jezioro).